# Mistrzostwa NCAA Division I w Zapasach w 2010
Mistrzostwa NCAA Division I w zapasach rozgrywane były w Omaha w dniach 18–20 marca 2010 roku. Zawody odbyły się na terenie CenturyLink Center Omaha.
Punkty zdobyło 65 drużyn.
- Outstanding Wrestler – Jayson Ness

## Wyniki

### Drużynowo
| Kolejność | Szkoła                          | Zespół         |
| --------- | ------------------------------- | -------------- |
| 1.        | University of Iowa              | Hawkeyes       |
| 2         | Cornell University              | Big Red        |
| 3.        | Iowa State University           | Cyclones       |
| 4.        | University of Wisconsin-Madison | Badgers        |
| 5.        | University of Oklahoma          | Sooners        |
| 6.        | Oklahoma State University       | Cowboys        |
| 7.        | University of Minnesota         | Golden Gophers |
| 8.        | Ohio State University           | Buckeyes       |

### All American

#### 125 lb
| Lp. | Zawodnik        | Szkoła        |
| --- | --------------- | ------------- |
| 1.  | Matt McDonough  | Iowa          |
| 2   | Andrew Long     | Iowa State    |
| 3.  | Angel Escobedo  | Indiana       |
| 4.  | Troy Nickerson  | Cornell       |
| 5.  | Zachary Sandres | Minnesota     |
| 6.  | Cashe Quiroga   | Purdue        |
| 7.  | Anthony Robles  | Arizona State |
| 8.  | Nikko Triggas   | Ohio State    |

#### 133 lb
| Lp. | Zawodnik           | Szkoła                |
| --- | ------------------ | --------------------- |
| 1.  | Jayson Ness        | Minnesota             |
| 2   | Daniel Dennis      | Iowa                  |
| 3.  | Frank Gómez        | Michigan State        |
| 4.  | Jordan Oliver      | Oklahoma State        |
| 5.  | Tyler Graff        | Wisconsin             |
| 6.  | Dan Mitcheff       | Kent State            |
| 7.  | Borisław Nowaczkow | California Poly-State |
| 8.  | Steve Bell         | Maryland              |

#### 141 lb
| Lp. | Zawodnik         | Szkoła        |
| --- | ---------------- | ------------- |
| 1.  | Kyle Dake        | Cornell       |
| 2   | Montell Marion   | Iowa          |
| 3.  | Reece Humphrey   | Ohio State    |
| 4.  | Zack Bailey      | Oklahoma      |
| 5.  | Tyler Nauman     | Pittsburgh    |
| 6.  | Germane Lindsey  | Ohio          |
| 7.  | Mike Thorn       | Minnesota     |
| 8.  | Christopher Diaz | Virginia Tech |

#### 149 lb
| Lp. | Zawodnik          | Szkoła     |
| --- | ----------------- | ---------- |
| 1.  | Brent Metcalf     | Iowa       |
| 2   | Lance Palmer      | Ohio State |
| 3.  | Kyle Terry        | Oklahoma   |
| 4.  | Kyle Ruschell     | Wisconsin  |
| 5.  | Frank Molinaro    | Penn State |
| 6.  | Torsten Gillespie | Edinboro   |
| 7.  | Kevin LeValley    | Bucknell   |
| 8.  | Kyle Borshoff     | American   |

#### 157 lb
| Lp. | Zawodnik        | Szkoła                |
| --- | --------------- | --------------------- |
| 1.  | J.P. O’Connor   | Harvard               |
| 2   | Chase Pami      | California Poly-State |
| 3.  | Adam Hall       | Boise State           |
| 4.  | Justin Lister   | SUNY Binghamton       |
| 5.  | Steven Fittery  | American              |
| 6.  | Cyler Sanderson | Penn State            |
| 7.  | Justin Gaethje  | Northern Colorado     |
| 8.  | Steven Brown    | Central Michigan      |

#### 165 lb
| Lp. | Zawodnik          | Szkoła       |
| --- | ----------------- | ------------ |
| 1.  | Andrew Howe       | Wisconsin    |
| 2   | Dan Vallimont     | Penn State   |
| 3.  | Jarrod King       | Edinboro     |
| 4.  | Nick Amuchastegui | Stanford     |
| 5.  | Tyler Caldwell    | Oklahoma     |
| 6.  | Andrew Rendos     | Bucknell     |
| 7.  | Ryan Morningstar  | Iowa         |
| 8.  | Chris Brown       | Old Dominion |

#### 174 lb
| Lp. | Zawodnik       | Szkoła           |
| --- | -------------- | ---------------- |
| 1.  | Jay Borschel   | Iowa             |
| 2   | Mack Lewnes    | Cornell          |
| 3.  | Chris Henrich  | Virginia         |
| 4.  | Stephen Dwyer  | Nebraska         |
| 5.  | Jordan Blanton | Illinois         |
| 6.  | Ben Bennett    | Central Michigan |
| 7.  | Scott Giffin   | Pennsylvania     |
| 8.  | Jarion Beets   | Northern Iowa    |

#### 184 lb
| Lp. | Zawodnik       | Szkoła         |
| --- | -------------- | -------------- |
| 1.  | Max Askern     | Missouri       |
| 2   | Kirk Smith     | Boise State    |
| 3.  | Michael Cannon | American       |
| 4.  | Joe LeBlanc    | Wyoming        |
| 5.  | John Dergo     | Illinois       |
| 6.  | Clayton Foster | Oklahoma State |
| 7.  | Dustin Kilgore | Kent State     |
| 8.  | Phil Keddy     | Iowa           |

#### 197 lb
| Lp. | Zawodnik         | Szkoła         |
| --- | ---------------- | -------------- |
| 1.  | Jake Varner      | Iowa State     |
| 2   | Craig Brester    | Nebraska       |
| 3.  | Cam Simaz        | Cornell        |
| 4.  | Hudson Taylor    | Maryland       |
| 5.  | Eric Lapotsky    | Oklahoma       |
| 6.  | Trevor Brandvold | Wisconsin      |
| 7.  | Alan Gelogaev    | Oklahoma State |
| 8.  | Sonny Yohn       | Minnesota      |

#### 285 lb
| Lp. | Zawodnik        | Szkoła                |
| --- | --------------- | --------------------- |
| 1.  | David Zabriskie | Iowa State            |
| 2   | Jared Rosholt   | Oklahoma State        |
| 3.  | Zachery Rey     | Lehigh                |
| 4.  | Konrad Dudziak  | Duke                  |
| 5.  | Mitch Monteiro  | Cal State Bakersfield |
| 6.  | Mark Ellis      | Missouri              |
| 7.  | Dan Erekson     | Iowa                  |
| 8.  | Jarod Trice     | Central Michigan      |